# Friedrich Wilhelm von Grävenitz
Friedrich Wilhelm von Graevenitz  (* 5. Mai 1679; † 24. Februar 1754 in Dalwitz) war ein württembergischer Geheimer Rat, Oberhofmeister und Premierminister. Seit 1727 gehörte er dem Reichsgrafenstand an als Mitglied des Fränkischen Reichskreises und des Fränkischen Reichsgrafenkollegiums. Die Reichsgrafschaft hörte 1735 auf zu bestehen, als der Nachfolger von Herzog Eberhard Ludwig (verstorben 1733), Herzog Carl Alexander, bekennender und strenger Katholik, die Macht der Familie von Graevenitz am württembergischen Hof drastisch beschnitt. Der Herzog betrachtete das ehemals Limpurgische Welzheim als heimgefallen und machte daraus ein bis 1807 existierenden Kammerschreiberei-Oberamt (vgl. Landesarchiv Stuttgart, Abt. Hauptstaatsarchiv Stuttgart, Findbuch A 441 L).

## Leben
Friedrich Wilhelm entstammt dem mecklenburgischen Adelsgeschlecht Graevenitz. Er war der Sohn von Hans Friedrich von Graevenitz (* 1637; † 31. Dezember 1697) und dessen zweiten Ehefrau Dorothea Margarethe, geborene von Wendessen († 1718) aus dem Hause Borne. Sein Vater war Herr auf Schilde, Waschow, Dockow und Schwanheide sowie mecklenburgisch-güstrower Geheimer Rat, Kammerpräsident und Obermarschall.
Graevenitz kam im Jahr 1705 als Kammerjunker in den Dienst des Herzogs Eberhard Ludwigs von Württemberg. Wohl um sein Glück zu machen, rief er seine Schwester Christiane Wilhelmine an den herzoglichen Hof. Sie wurde bald die allgewaltige Mätresse des Herzogs. Wie sich selbst, wusste dieselbe ihren ganzen Anhang, so auch ihre Familie, mit Ämtern, Gütern und dergleichen reichlich zu versorgen.

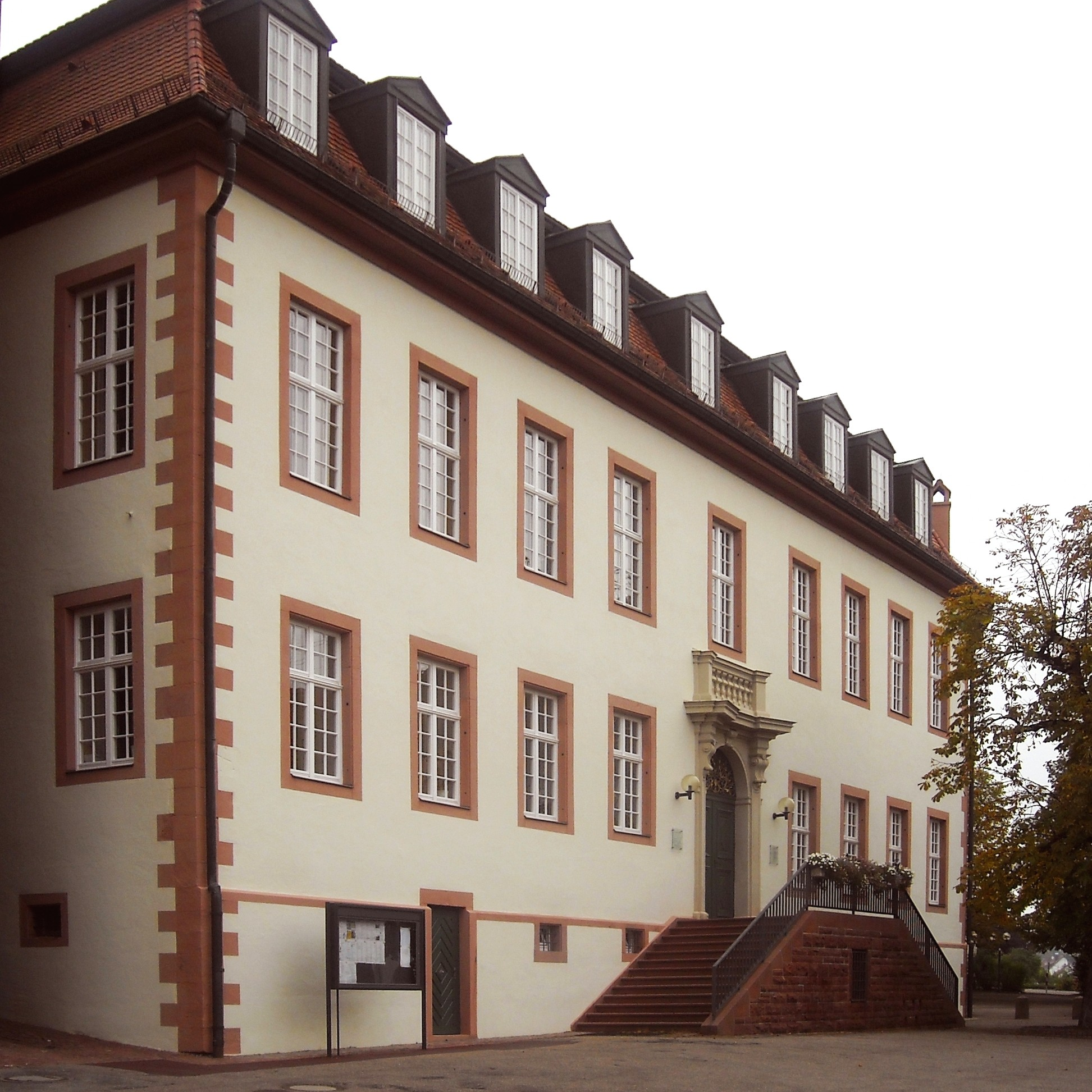
Graevenitz’sches Schloss zu Heimsheim

Graevenitz wurde Geheimer Rat, Oberhofmeister und Premierminister, auch mit ihr zugleich den 1. September 1707 in den Reichsgrafenstand erhoben. Am 18. Januar 1716 wurde er durch den preußischen König zum Ritter des Schwarzen Adlerordens geschlagen. Durch seine Geschmeidigkeit und durch gelungene kluge Verhandlungen in Kriegs- und Friedenszeiten, insbesondere auch geschickte Unterhandlungen wegen der Streitigkeiten in der Nachfolge der württembergischen Grafschaft Mömpelgard (seit 1728 von Frankreich besetzt) hatte er sich einige Verdienste erworben. Dort war er auch von 1723 bis 1733 Gouverneur. 1724 erhielt Graevenitz Heimsheim von Herzog Eberhard Ludwig zu Lehen. Das Graevenitz’sche Schloss ließ er 1729/30 von dem italienischen Baumeister Paolo Retti auf den Resten einer alten Burg errichten.
Er blieb auch nach dem Sturz seiner Schwester 1732, so lange wenigstens Herzog Eberhard Ludwig (verstorben 1733) regierte, an der Spitze des Ministeriums. Bereits 1731 wurde er zudem vom preußischen König zum preußischen Generalleutnant von der Armee erhoben, hatte dort aber niemals ein Kommando. Auch vermittelte er die Vermietung württembergischer Truppen an England.
Erst nach des Herzogs Tode im Jahr 1733 ließ sein Nachfolger, Herzog Carl Alexander, ihn alsbald gefangen nehmen und von 1734 bis 1735 auf der Festung Hohentwiel verhören. Nach Intervention durch den Kaiser trat er seine Besitzungen im Lande gegen eine Entschädigung von 65.000 Talern ab und wurde aus seiner Haft entlassen. Das Lehen Heimsheim wurde 1734 der Herzogin Maria Augusta übereignet, der es als Witwensitz diente. Nach Wien geflüchtet, suchte er vergeblich Umtriebe gegen den Herzog zu machen. Er starb 1754.

## Familie
Grävenitz war mehrfach verheiratet. Seine erste Frau heiratete er am 8. Januar 1698, es war Margarethe Sophia von Walsleben († 5. Oktober 1698). Das Paar hatte keine Kinder.
Seine zweite Frau wurde am 30. Dezember 1699 Katharina Louise von Oertzen († 26. August 1703). Das Paar hatte folgende Kinder:
- Friedrich Wilhelm (* 3. November 1700; † 2. Juni 1760), bis 1733 Obermarschall, Ritter des Schwarzen Adlerordens ⚭ 4. Februar 1727 Sophie Luise von Wendessen († 1779)
- Victor Sigismund (* 20. Oktober 1701; † 1766), Comitial Gesandter bis 1733, Ritter des Schwarzen Adlerordens

⚭ 22. Mai 1725 (Geschieden 1739) Christine Caroline Henriette, Gräfin von Limpurg-Speckfeld (* 26. November 1691; † 13. November 1765), Tochter von Georg Eberhard von Limpurg-Speckfeld
⚭ Louise von Zabeltitz († 1774), Tochter von Johann Philipp von Zabeltitz (auch: Otto Ferdinand, Kommandant der Burg Hohenneuffen)
Ein Jahr nach ihrem Tod heiratete er am 1. Juni 1704 Freiin Franziska von Stuben († 24. Januar 1720). Das Paar hatte folgende Kinder:
- Maria Luise Johanna Josepha (* 19. März 1705; † 19. September 1746) ⚭ 1720 Ludwig Dietrich von Pfuhl (1669–1745), schwäbischer General

Kurz nach deren Tod heiratete er am 16. April 1720 Amalie Magdalena von Wendessen (* 6. Dezember 1697; † 1. August 1738). Das Paar hatte folgende Kinder:
- Eberhardine Henriette Wilhelmine (* 3. Juli 1721; † 13. Mai 1767), Nonne in Gandersheim
- Eberhard Friedrich Wilhelm (* 3. Februar 1724; † 8. Mai 1730)
- Friederike Caroline Wilhelmine (* 14. August 1730; † 22. April 1765)
- Sophia Friederike Louise (* 22. Oktober 1736)

Seine fünfte und letzte Frau wurde am 23. Dezember 1739 Albertine Elisabeth von Bassewitz (* 13. August 1712; † 29. März 1787), Tochter von Henning Friedrich von Bassewitz. Das Paar hatte folgende Kinder:
- Friedrich (* 19. September 1740; † 20. November 1797)

⚭ NN
⚭ Adelheid Benedicta von Rantzow (* 17. Juni 1716; † 19. September 1793)
- Henning Friedrich (* 12. März 1744; † 8. April 1764)